# Crenicichla
Crenicichla ist eine im tropischen und subtropischen Südamerika weit verbreitete Buntbarschgattung. Der wissenschaftliche Gattungsname nimmt auf den gesägten Vorkiemendeckel Bezug (Griechisch: „krene“ = Kamm + Cichla, eine Buntbarschgattung). Im Deutschen werden die Tiere als Hecht- oder Kammbuntbarsche bezeichnet. Die Gattung umfasste bis Mitte 2023 über 90 Arten, war in dieser Zusammensetzung allerdings paraphyletisch, da die Gattung Teleocichla phylogenetisch innerhalb von Crenicichla stand. Mitte 2023 wurden deshalb die Gattungen Hemeraia, Lugubria, Saxatilia und Wallaciia eingeführt und Crenicichla wurde auf ca. 50 Arten beschränkt.

## Merkmale
Crenicichla-Arten erreichen eine Standardlänge von 9,5 bis 29,5 Zentimeter. Ihr Körper ist hechtartig langgestreckt, die Anzahl der Wirbel ist hoch. Dabei gibt es mehr Rumpf- als Schwanzwirbel. Mit einem Orbitadurchmesser von 4,6 bis 7,5 % der Standardlänge sind ihre Augen relativ klein, wobei der Augendurchmesser in Bezug zur Gesamtlänge mit zunehmendem Wachstum der Fische noch weiter abnimmt. Die einzige Ausnahme ist die Typusart Crenicichla macrophthalma, die mit einem Orbitadurchmesser von 9,4 bis 10,6 % der Standardlänge relativ große Augen hat. Die Gattung zeigt einen deutlichen Geschlechtsdimorphismus; Weibchen unterscheiden sich von den Männchen durch ihren auffällig orange oder rötlich gefärbten Bauch und eine aus einem oder mehreren dunklen Flecken oder Streifen bestehende Musterung der Rückenflosse. Auch hier bildet Crenicichla macrophthalma eine Ausnahme und zeigt keine auffälligen Geschlechtsunterschiede.
Von Wallaciia, mit Ausnahme von Wallaciia heckeli, unterscheidet sich die Gattung Crenicichla durch das Fehlen einer Sägung am hinteren Rand des Supracleithrums, einem Knochen im Schultergürtel. Vor allem sind die Wallaciia-Arten aber durchweg kleine Hechtbuntbarsche mit einer Standardlänge von 5,2 bis 8,5 Zentimeter und relativ großen Augen (Orbitadurchmesser von 7,8 bis 12,6 % der Standardlänge). Im Unterschied zu Saxatilia besitzen Crenicichla-Arten keinen dunklen Fleck oberhalb der Brustflossen und die ausgewachsenen Männchen von Crenicichla zeigen im Unterschied zu den von Saxatilia keine helle Fleckung auf den Körperseiten. Verglichen mit Lugubria haben Crenicichla-Arten weniger Schuppen in einer Längsreihe entlang der Körperseiten. Bei Crenicichla die Infraorbitalia 4 und 5 (Knöchelchen unterhalb der Augenhöhle) nicht zusammengewachsen, während sie bei Teleocichla und Hemeraia miteinander verschmolzen sind. Ein weiterer Unterschied zu Hemeraia ist, dass die meisten Schuppen auf den Flanken bei Crenicichla Kammschuppen sind, während es bei Hemeraia mehr Rundschuppen sind. Auch hier ist Crenicichla macrophthalma eine Ausnahme. Crenicichla-Arten haben abgerundete Bauchflossen und der zweite Flossenstrahl ist der längste, bei Teleocichla sind die Bauchflossen zugespitzt und der dritte Flossenstrahl ist der längste.

## Systematik
Die Gattung Crenicichla wurde 1840 durch den österreichischen Ichthyologen Johann Jakob Heckel mit der Erstbeschreibung von Crenicichla macrophthalma eingeführt. Crenicichla gehört innerhalb der Unterfamilie der Neuweltbuntbarsche (Cichlinae) zur Tribus Geophagini und bildet zusammen mit Teleocichla und den vier neuen, von Crenicichla abgespaltenen Gattungen, die Untertribus Crenicichlina. Crenicichla ist die Schwestergattung einer Klade aller von Crenicichla abgetrennter Gattungen plus Teleocichla.
Das folgende Kladogramm gibt die Systematik der Gattung Crenicichla und ihrer nahen Verwandten wieder.

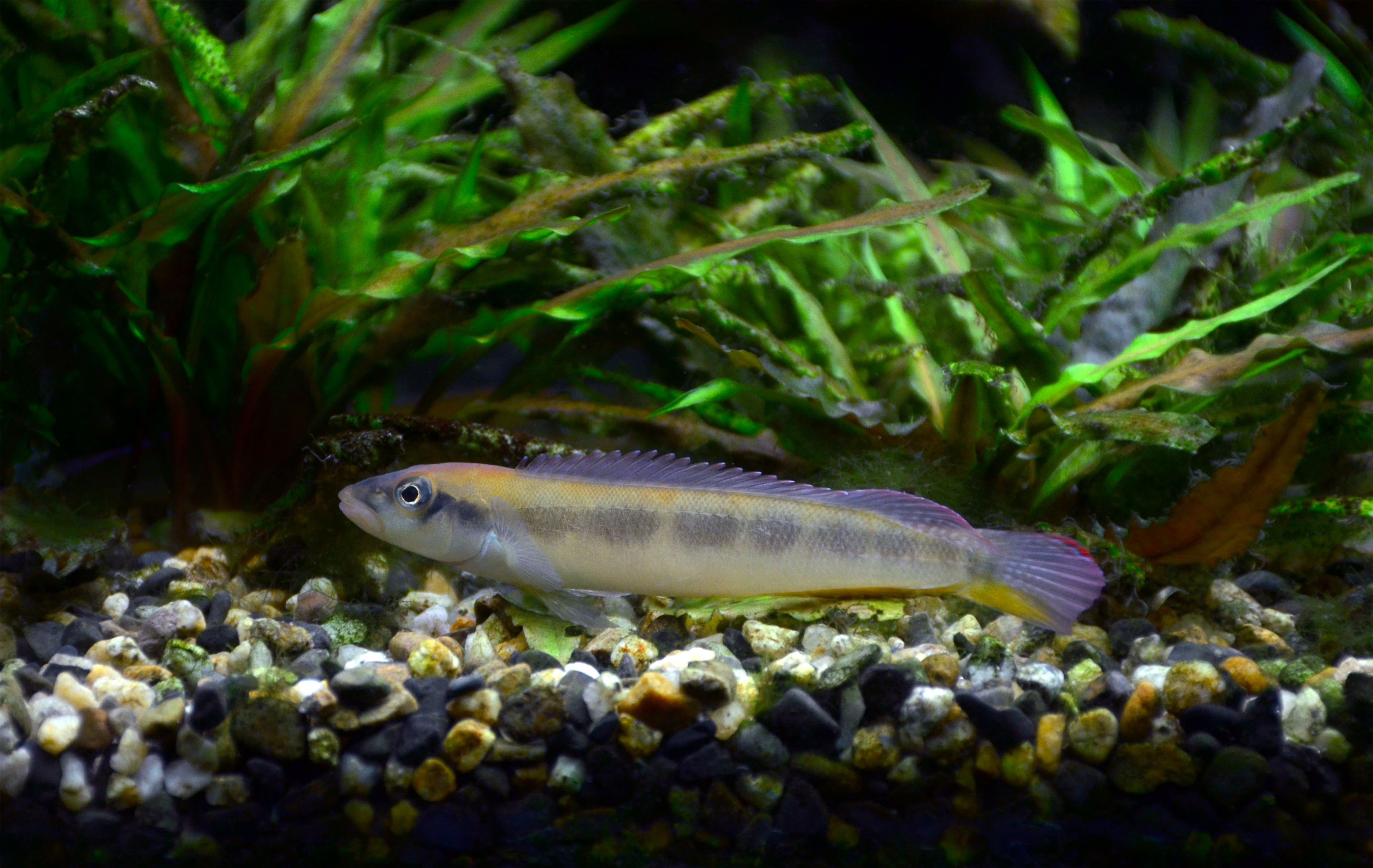
Teleocichla prionogenys

|  | Wallaciia (ex Crenicichla) |
|  |                            |
|  | Teleocichla                |
|  |                            |

|  | Hemeraia (ex Crenicichla)                                                                |
|  |                                                                                          |
|  | \| \| Saxatilia (ex Crenicichla) \| \| \| \| \| \| Lugubria (ex Crenicichla) \| \| \| \| |
|  |                                                                                          |
|  | Saxatilia (ex Crenicichla)                                                               |
|  |                                                                                          |
|  | Lugubria (ex Crenicichla)                                                                |
|  |                                                                                          |

|  | Saxatilia (ex Crenicichla) |
|  |                            |
|  | Lugubria (ex Crenicichla)  |
|  |                            |

|  | Wallaciia (ex Crenicichla) |
|  |                            |
|  | Teleocichla                |
|  |                            |

|  | Hemeraia (ex Crenicichla)                                                                |
|  |                                                                                          |
|  | \| \| Saxatilia (ex Crenicichla) \| \| \| \| \| \| Lugubria (ex Crenicichla) \| \| \| \| |
|  |                                                                                          |
|  | Saxatilia (ex Crenicichla)                                                               |
|  |                                                                                          |
|  | Lugubria (ex Crenicichla)                                                                |
|  |                                                                                          |

|  | Saxatilia (ex Crenicichla) |
|  |                            |
|  | Lugubria (ex Crenicichla)  |
|  |                            |

|  | Wallaciia (ex Crenicichla) |
|  |                            |
|  | Teleocichla                |
|  |                            |

|  | Hemeraia (ex Crenicichla)                                                                |
|  |                                                                                          |
|  | \| \| Saxatilia (ex Crenicichla) \| \| \| \| \| \| Lugubria (ex Crenicichla) \| \| \| \| |
|  |                                                                                          |
|  | Saxatilia (ex Crenicichla)                                                               |
|  |                                                                                          |
|  | Lugubria (ex Crenicichla)                                                                |
|  |                                                                                          |

|  | Saxatilia (ex Crenicichla) |
|  |                            |
|  | Lugubria (ex Crenicichla)  |
|  |                            |

|  | Wallaciia (ex Crenicichla) |
|  |                            |
|  | Teleocichla                |
|  |                            |

|  | Hemeraia (ex Crenicichla)                                                                |
|  |                                                                                          |
|  | \| \| Saxatilia (ex Crenicichla) \| \| \| \| \| \| Lugubria (ex Crenicichla) \| \| \| \| |
|  |                                                                                          |
|  | Saxatilia (ex Crenicichla)                                                               |
|  |                                                                                          |
|  | Lugubria (ex Crenicichla)                                                                |
|  |                                                                                          |

|  | Saxatilia (ex Crenicichla) |
|  |                            |
|  | Lugubria (ex Crenicichla)  |
|  |                            |

## Arten
Zu Crenicichla gehören fast 50 Arten, die drei Untergattungen zugeordnet werden.

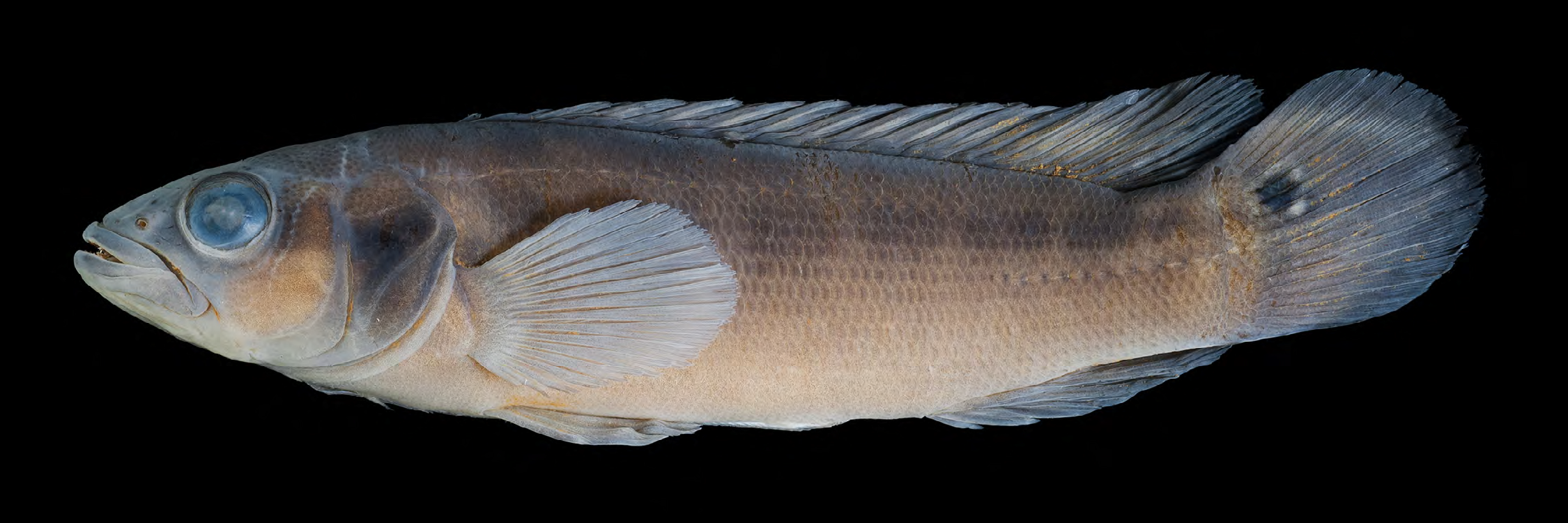
Crenicichla semifasciata

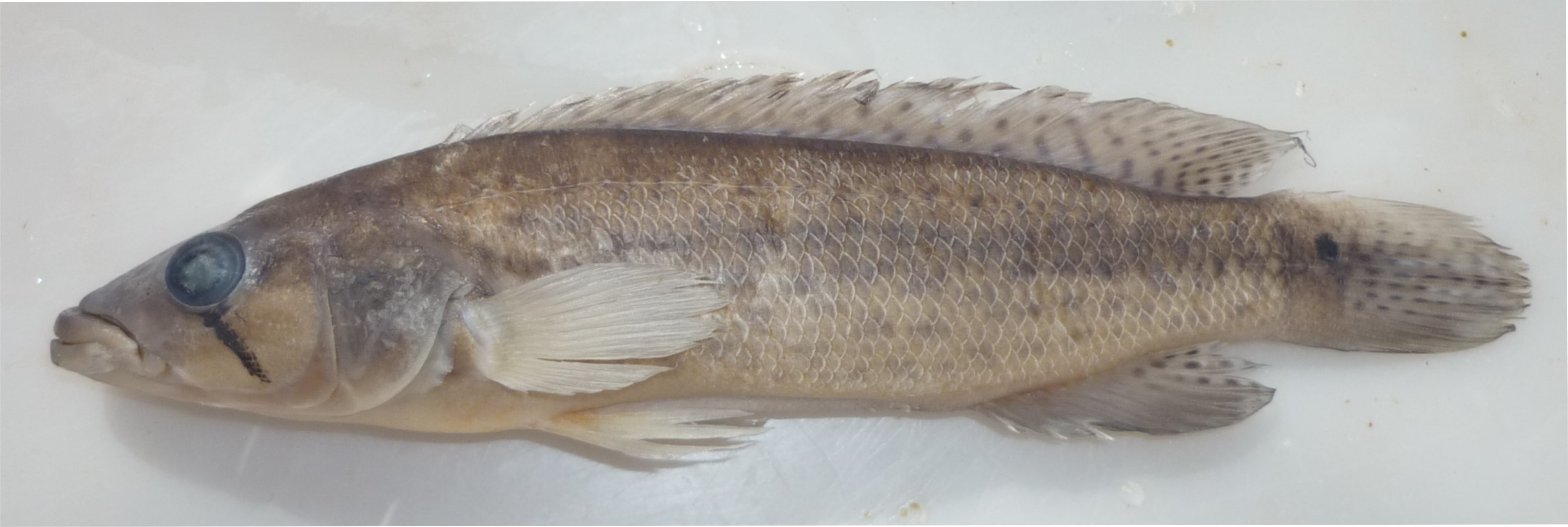
Crenicichla gillmorlisi

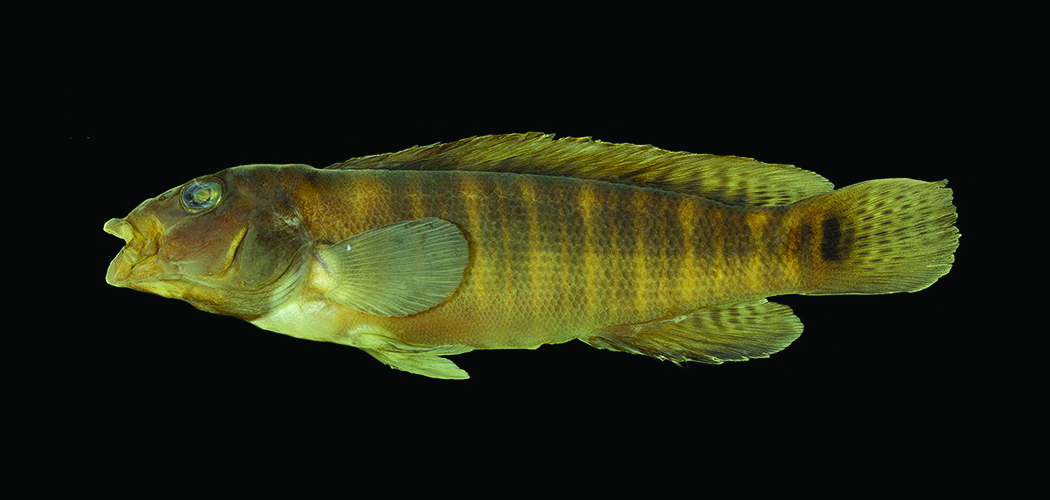
Crenicichla jupiaensis

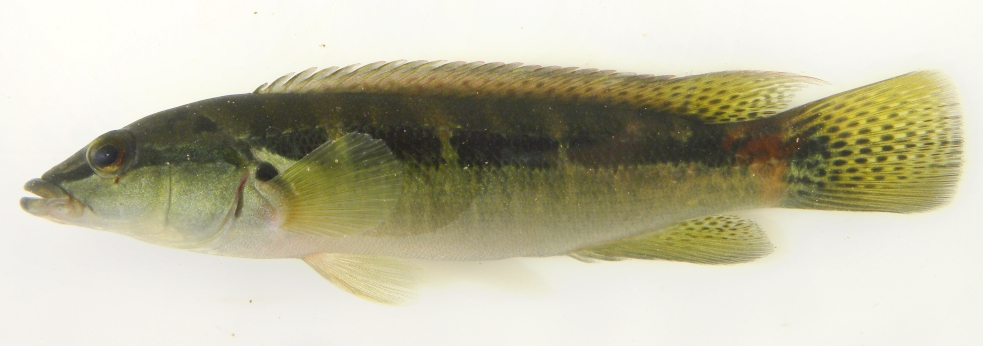
Crenicichla minuano

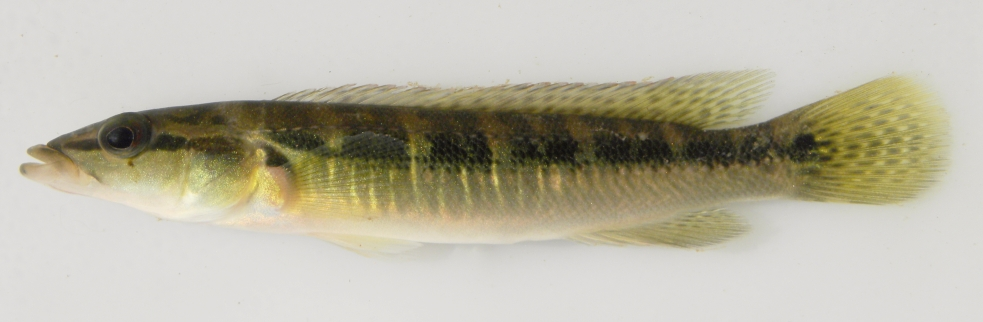
Crenicichla missioneira

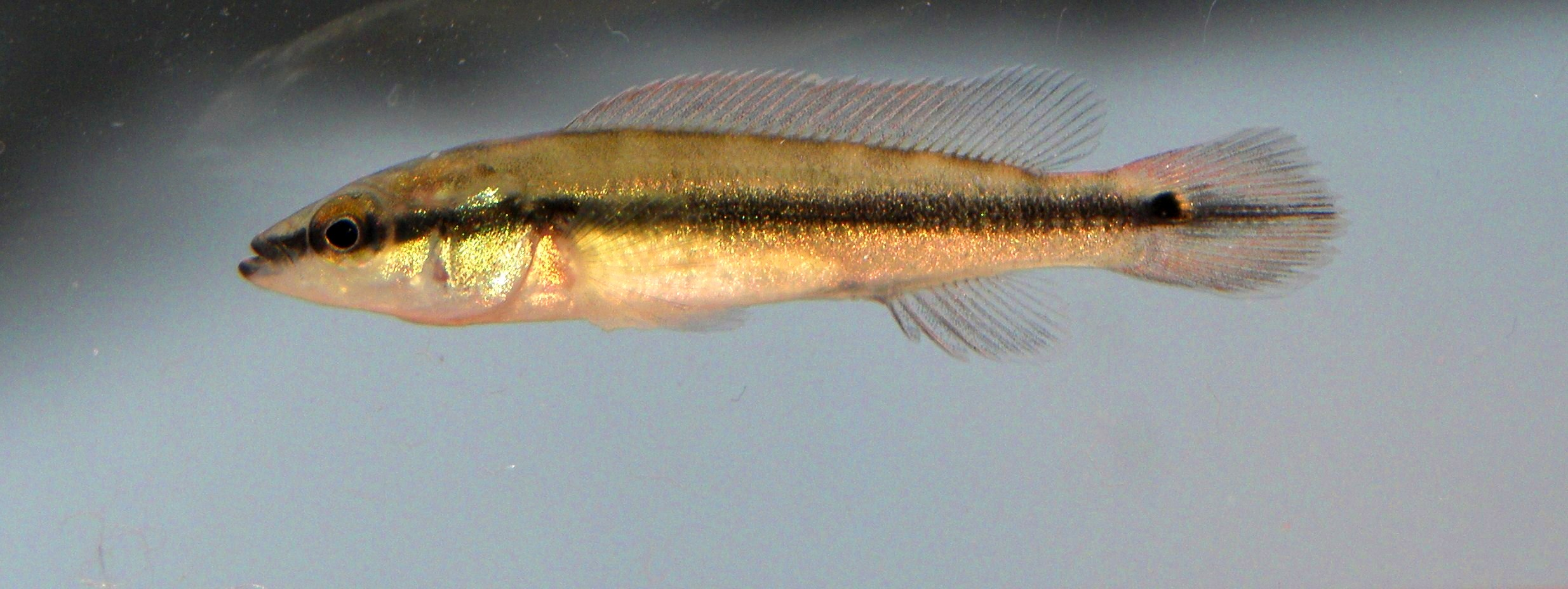
Crenicichla scottii

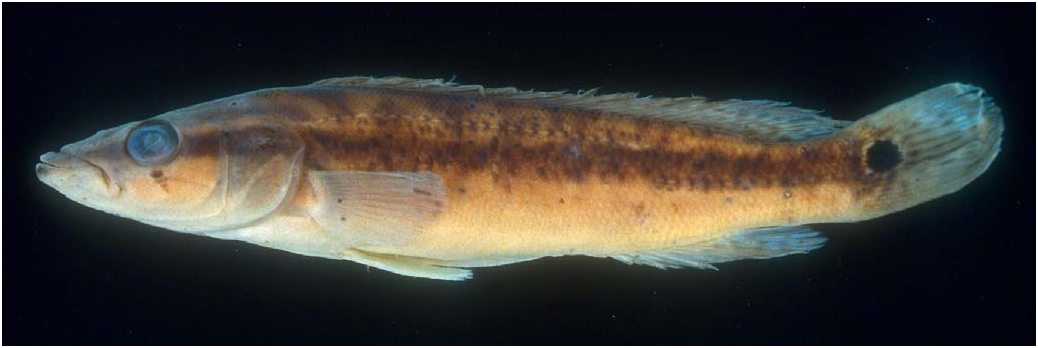
Crenicichla tingui

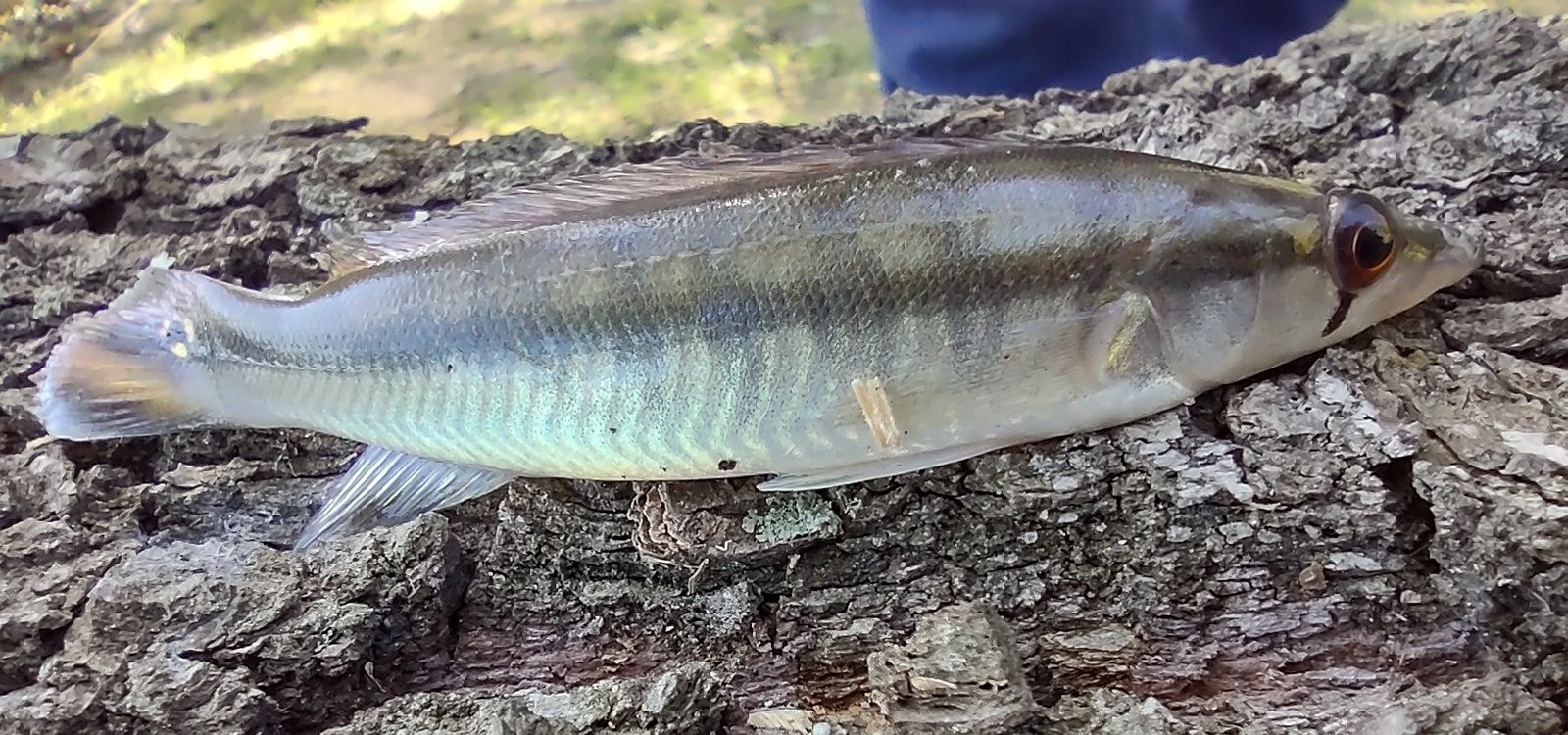
Crenicichla vittata

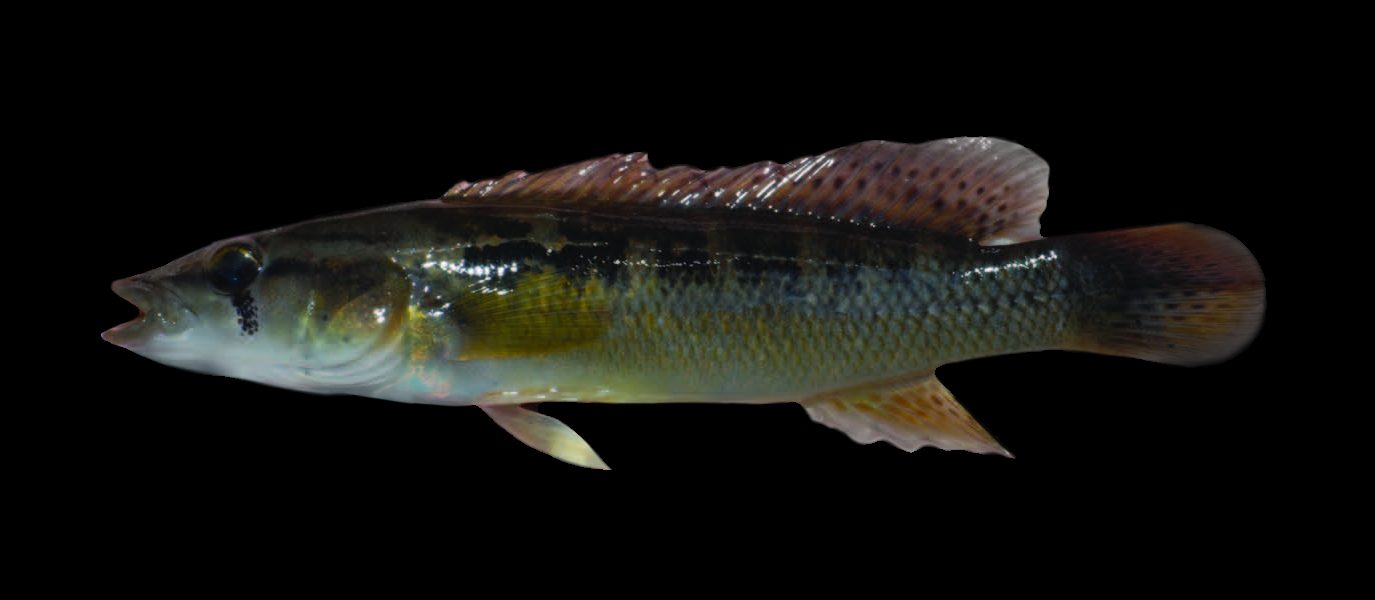
Crenicichla ypo

- Untergattung Crenicichla Heckel, 1840
  - Crenicichla macrophthalma Heckel, 1840, Typusart
- Untergattung Batrachops Heckel, 1840; Amazonasbecken, Orinoco, Essequibo, Río Paraguay und Río Paraná.
  - Crenicichla cametana Steindachner, 1911
  - Crenicichla cyanonotus Cope, 1870
  - Crenicichla cyclostoma Ploeg, 1986
  - Crenicichla geayi Pellegrin, 1903
  - Crenicichla jegui Ploeg, 1986
  - Crenicichla reticulata (Heckel, 1840)
  - Crenicichla sedentaria Kullander, 1986
  - Crenicichla semifasciata (Heckel, 1840)
  - Crenicichla stocki Ploeg, 1991
- Untergattung Lacustria Varella et al., 2023; Küstenflüsse Brasiliens vom Rio São Francisco im Norden bis zur Lagoa dos Patos im Süden, außerdem Flusssysteme von Río Paraná, Río Uruguay und Río Paraguay.
  - Crenicichla ama Říčan et al., 2023[3]
  - Crenicichla aravera Říčan et al., 2023[3]
  - Crenicichla celidochilus Casciotta, 1987
  - Crenicichla empheres Lucena, 2007
  - Crenicichla gaucho Lucena & Kullander, 1992
  - Crenicichla gillmorlisi Kullander & Lucena, 2013
  - Crenicichla hadrostigma Lucena, 2007
  - Crenicichla haroldoi Luengo & Britski, 1974
  - Crenicichla hu Pialek, Rican, Casciotta & Almiron, 2010
  - Crenicichla igara Lucena & Kullander, 1992
  - Crenicichla iguapina Kullander & Lucena, 2006
  - Crenicichla iguassuensis Haseman, 1911
  - Crenicichla jaguarensis Haseman, 1911
  - Crenicichla jupiaensis Britski & Luengo, 1968
  - Crenicichla jurubi Lucena & Kullander, 1992
  - Crenicichla lacustris (Castelnau, 1855)
  - Crenicichla lucenai Mattos et al., 2014
  - Crenicichla maculata Kullander & Lucena, 2006
  - Crenicichla mandelburgeri Kullander, 2009
  - Crenicichla minuano Lucena & Kullander, 1992
  - Crenicichla missioneira Lucena & Kullander, 1992
  - Crenicichla mucuryna Ihering, 1914
  - Crenicichla niederleinii (Holmberg, 1891)
  - Crenicichla prenda Lucena & Kullander, 1992
  - Crenicichla punctata Hensel, 1870
  - Crenicichla scottii (Eigenmann, 1907)
  - Crenicichla taikyra Casciotta et al., 2013
  - Crenicichla tapii Piálek et al., 2015
  - Crenicichla tendybaguassu Lucena & Kullander, 1992
  - Crenicichla tesay Casciotta & Almirón, 2009
  - Crenicichla tingui Kullander & Lucena, 2006
  - Crenicichla tuca Piálek et al., 2015
  - Crenicichla vittata Heckel, 1840
  - Crenicichla yaha Casciotta, Almirón & Gómez, 2006
  - Crenicichla yjhui Piálek et al., 2019
  - Crenicichla ypo Casciotta, Almirón, Piálek, Gómez & Říčan, 2010
  - Crenicichla zebrina Montaña, López-Fernández & Taphorn, 2008

Die folgenden vier Arten wurden nicht untersucht und deshalb nicht zugeordnet: Crenicichla menezesi Ploeg, 1991, Crenicichla proteus Cope, 1872, Crenicichla vaillanti Pellegrin, 1903 und Crenicichla semicincta Steindachner, 1892.